# Hohenzollernbrücke (Erfurt)
Die Hohenzollernbrücke ist eine Straßenbrücke, die in Erfurt den Flutgraben der Gera überspannt. Es ist die einzige Brücke der Stadt mit künstlerischem Skulpturenschmuck. Sie steht unter Denkmalschutz.
Erste Planungen zu einer Straßenbrücke, die im Zuge der damaligen Hohenzollernstraße (später Straße der Einheit, heute Alfred-Hess-Straße) im Erfurter Stadtteil Brühlervorstadt den Flutgraben quert, gab es bereits 1898 im Rahmen der Erschließung des Brühler Dreibrunnenfeldes. Am 17. Januar 1911 genehmigte die Stadtverordnetenversammlung den Bau einer Bogenbrücke mit der Form eines Korbbogens. Der Bogen mit einer lichten Weite von 25,1 m und einem Stich von 3,25 m hat als statisches System den Zweigelenkbogen bei einer Kämpferdicke von 0,65 m und einer Scheiteldicke von 0,45 m. Das Brückengewölbe wurde im Jahr 1911 aus 230 m³ Stampfbeton errichtet. Die Stirnmauern wurden mit Verblendsteinen verkleidet und bei den Brüstungen wurden massive Steine aus Muschelkalk verwendet. Ende 1912 war die Hohenzollernbrücke fertiggestellt. Die Baukosten betrugen 62.000 Mark.

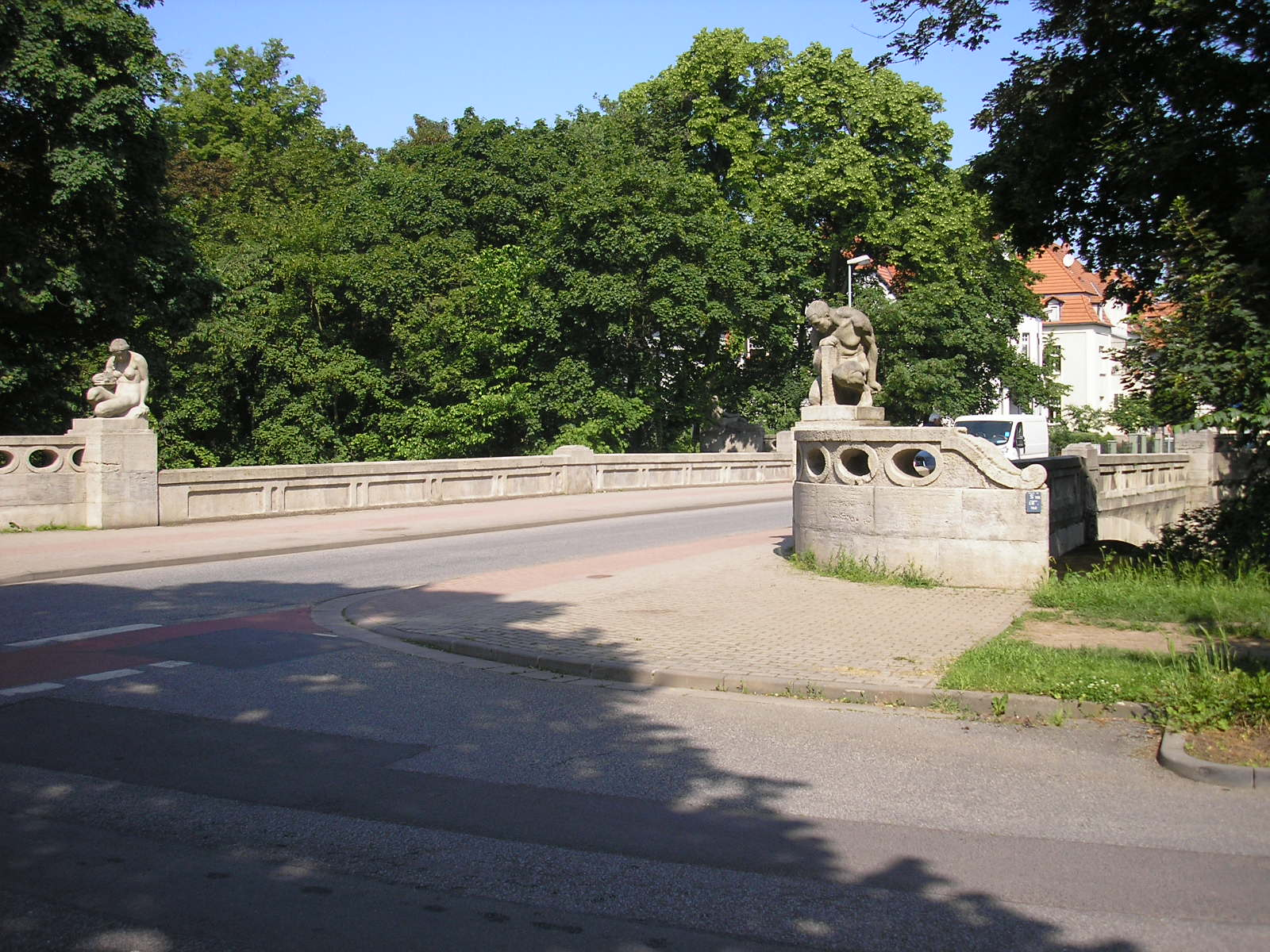
Südliche Allegorien

Aufgrund der Lage der Brücke in einem Villenviertel erhielt das Bauwerk zur Verschönerung besonders gestaltete Flügelbrüstungen mit Skulpturen aus Muschelkalk, allegorischen Figuren vom Erfurter Bildhauer Carl Melville. Auf der südlichen Seite symbolisieren die Figur mit Hammer und Steinplatte die Arbeit und die Figur als Sitzende mit Fruchtschale die Ernte. Auf der nördlichen Seite weist die Liegende mit Spiegel auf die Schönheit und der Liegende mit Weinschale auf den Genuss hin. Die künstlerische Gestaltung war 1913 abgeschlossen und kostete 10.000 Mark.
Eine umfangreiche Instandsetzung erfolgte 1992. Dabei wurde die Kiesauffüllung auf dem Gewölberücken durch Beton ersetzt.